# Wybory do Zgromadzenia Narodowego Republiki Konga w 2017 roku
Wybory do Zgromadzenia Narodowego Republiki Konga w 2017 roku – zarządzone na 16 lipca 2017 roku wybory do Zgromadzenia Narodowego w Kongu.

## Tło
W poprzednich wyborach parlamentarnych w 2012 roku partia Denisa Sassou-Nguesso, Kongijska Partia Pracy, zdobyła większość mandatów. Rok wcześniej, w 2016 roku, w wyborach prezydenckich zwyciężył kandydat PCT – Denis Sassou-Nguesso. W wyborach w 2017 roku PCT wystawiła kandydatów w 128 ze 151 okręgów wyborczych, natomiast w pozostałych okręgach, poza opozycją, startowali kandydaci z mniejszych partii wspierających obóz rządzący.
Panafrykański Związek na rzecz Demokracji Społecznej zdecydował się zakwestionować wybory, wystawiając kandydatów tylko w 43 okręgach wyborczych. Taką liczbę kandydatów lider UPADS, Pascal Tsaty Mabiala, uzasadnił wzrostem kosztów rejestracji kandydatów. Guy-Brice Parfait Kolélas, który w wyborach prezydenckich w 2016 roku zajął drugie miejsce za Sassou Nguesso, również zdecydował się wziąć udział, tworząc nową partię, Związek Demokratów i Humanistów (UDH-Yuki). UDH-Yuki wystawił swoich kandydatów w 31 okręgach wyborczych.

## System elekcyjny
W poprzednich wyborach w 2012 roku Zgromadzenie Narodowe miało 139 deputowanych. Obecnie Zgromadzenie Narodowe składa się ze 151 deputowanych. Wybierani są na pięcioletnią kadencję, w dwóch turach, w 151 jednomandatowych okręgach wyborczych.

### Bierne prawo wyborcze
Bierne prawo wyborcze otrzymują osoby, które:
- mają co najmniej 25 lat,
- są obywatelami kongijskimi,
- posiadają wszystkie prawa obywatelskie i polityczne,
- zamieszkują na terenie okręgu, z którego zgłosiły chęć kandydowania

W wyborach we wszystkich 151 okręgach wyborczych stanęło łącznie 711 kandydatów. Liczba zarejestrowanych wyborców wyniosła około 2,2 miliona, dla których wyznaczono 4386 lokali wyborczych.

## Kampania wyborcza i przebieg wyborów
Unia Afrykańska wysłała misję obserwującą wybory, na czele z byłym premierem Mali Django Sissoko. Dzień wyborów, 16 lipca, minął bez większych incydentów, choć pojawiły się drobne opóźnienia w otwarciu lokali wyborczych i sugestie niskiej frekwencji. W Kellé, w departamencie Cuvette-Ouest, doszło do incydentu, w którym protestujący tymczasowo usunęli urny wyborcze, zarzucając faworyzowanie przez komisję wyborczą kandydata PCT. 24 lipca, w dwóch okręgach wyborczych, Kellé i Kingoué odbyło się powtórzone głosowanie.
Z powodu przemocy, głosowanie nie odbyło się w 14 okręgach departamentu Pool.

## Wyniki
Wyniki pierwszej tury zostały ogłoszone 21 lipca, pokazały, że 93 kandydatów, w tym 70 kandydatów PCT, zdobyło swoje mandaty zdecydowaną większością głosów. 28 kandydatów do PCT zapewniło sobie miejsca w drugiej turze głosowania. W opóźnionym głosowaniu w dwóch okręgach wyborczych, Kellé i Kingoué, 24 lipca, w pierwszej turze wybrano wszystkich kandydatów PCT. Druga tura odbyła się 30 lipca.
Wyniki drugiej rundy ogłoszono w nocy z 2 na 3 sierpnia. Pokazały one, że PCT zdobyła 18 miejsc (co wraz z pierwszą turą dało w sumie 90 miejsc). UDH-Yuki i UPADS zajęły łącznie osiem miejsc.
Ostatecznie frekwencja wyniosła 44,44%.
| Partia | Miejsca |
| --- | ------- |
| Kongijska Partia Pracy (Parti Congolais du Travail, PCT)                                                             | 101     |
| Panafrykański Związek na rzecz Demokracji Społecznej (Union Panafricaine pour la Démocratie Sociale, UPADS)          | 8       |
| Związek Demokratów i Humanistów (Union des démocrates et humanistes-Yuki, UDH–Yuki)                                  | 8       |
| Ruch Działań Odnowy (Mouvement Action Renouveau, MAR)                                                                | 3       |
| Zgromadzenie na rzecz Demokracji i Postępu Społecznego (Rassemblement pour la démocratie et le progrès social, RDPS) | 3       |
| Republican Dynamics for Development (DRD)                                                                            | 3       |
| Union for a Popular Movement (UMP)                                                                                   | 2       |
| CRDP | 1       |
| Zgromadzenie Obywateli (Rassemblement des Citoyens, RC)                                                              | 1       |
| Club 2002 – Party for the Unity of the Republic (PUR)                                                                | 1       |
| Front patriotique (FP)                                                                                               | 1       |
| Związek Sił Demokratycznych (Union des Forces Démocratiques, UFD)                                                    | 1       |
| La Chaîne | 1       |
| Movement for Democracy and Progress (Mouvement pour la démocratie et le progrès, MDP)                                | 1       |
| Party for Agreement and Political Action (PCAP)                                                                      | 1       |
| Congress for Democracy and the Republic (CDR)                                                                        | 1       |
| Party for Unity, Freedom and Progress (Pulp)                                                                         | 1       |
| Parti républicain libéral (PRL)                                                                                      | 1       |
| National Movement for the Liberation of Congo (MNLC)                                                                 | 1       |
| Razem | 151     |